# Unitat de processament de tensors
Unitat de processament de tensors (o TPU, acrònim anglès de Tensor Processing Unit) són un tipus de circuit integrat dissenyats amb un propòsit específic o ASIC. En aquest cas el seu propòsit o funcionalitat de la TPU és l'aprenentatge automàtic de màquines. La primera TPU ha estat dissenyada per l'empresa Google i va ser anunciada el 2016. El camp d'aplicació de les TPU són la robòtica i la intel·ligència artificial.
La raó per la qual les TPU hagin superat en prestacions dels millors processadors genèrics i GPU (processadors gràfics) és augmentar la capacitat de processament en paral·lel tot transformant l'estructura de 64 bits a 8 bits.

## Arquitectura
La TPU és una màquina (autòmat en forma de circuit integrat) de multiplicar dades de 8 bits en estructura de matriu. El processador funciona amb instruccions de tipus CISC. Fabricada amb tecnologia de 28 nanòmetres i amb una mida del dau del circuit integrat de 662 mm², la freqüència de rellotge és de 700 MHz amb un consum de potència de 28-40 W. Té una memòria de 28 MB i 4 MiB en registres interns.

## Productes
Tensor Processing Unit :
|                                  |            |            |            |            |                       |                       |                        |
|                                  | TPUv1      | TPUv2      | TPUv3      | TPUv4      | TPUv5e                | TPUv5p                | v6e (Trillium)         |
| Data introducció                 | 2015       | 2017       | 2018       | 2021       | 2023                  | 2023                  | 2024                   |
| Node                             | 28 nm      | 16 nm      | 16 nm      | 7 nm       | ?                     | ?                     |                        |
| Grandària del dau (mm2)          | 331        | < 625      | < 700      | < 400      | 300-350               | ?                     |                        |
| Memòria interna (MiB)            | 28         | 32         | 32         | 32         | 48                    | 112                   |                        |
| Rellotge (MHz)                   | 700        | 700        | 940        | 1050       | ?                     | 1750                  |                        |
| Memòria                          | 8 GiB DDR3 | 16 GiB HBM | 32 GiB HBM | 32 GiB HBM | 16 GB HBM             | 95 GB HBM             | 32 GB                  |
| Amplada de banda                 | 34 GB/s    | 600 GB/s   | 900 GB/s   | 1200 GB/s  | 819 GB/s              | 2765 GB/s             | 1640 GB/s              |
| TDP (W)                          | 75         | 280        | 220        | 170        | ?                     | ?                     |                        |
| TOPS (Tera Operacions Per Segon) | 23         | 45         | 123        | 275        | 197 (bf16) 393 (int8) | 459 (bf16) 918 (int8) | 918 (bf16) 1836 (int8) |
| TOPS/W                           | 0.31       | 0.16       | 0.56       | 1.62       | ?                     | ?                     |                        |

## Comparativa
| Família de CPU        | FLOPS         | Any  |
| --------------------- | ------------- | ---- |
| AMD ATI RADEON HD4800 | 1 teraFLOPS   | 2008 |
| Intel Core I7 980 XE  | 109 gigaFLOPS | 2010 |
| Nvidia Tesla GPU      | 515 gigaFLOPS | 2010 |
| Google TPU            | 92 teraFLOPS  | 2017 |